# Ataque caníbal de Miami de 2012
El 26 de mayo de 2012, Rudy Eugene atacó y mutiló a Ronald Poppo, un hombre sin hogar, en la Calzada MacArthur en Miami, Florida, haciendo titulares en todo el mundo. Durante el encuentro filmado de 18 minutos, Eugene acusó a Poppo de robar su Biblia, lo golpeó hasta dejarlo inconsciente, le quitó los pantalones a Poppo y le cortó la mayor parte de la cara a Poppo por encima de la barba (incluido su ojo izquierdo), dejándolo ciego en ambos ojos. Como resultado de la naturaleza impactante del incidente y la posterior cobertura de los medios de comunicación en todo el mundo, Eugene llegó a ser apodado el "Miami Zombie" y el "Calzada Caníbal". El ataque terminó cuando Eugene fue asesinado a tiros por un oficial de la Policía de Miami.
Aunque amigos y familiares completaron detalles de la vida de Eugene, la razón del ataque sigue sin estar clara. Eugene, de 31 años, empleado en un lavado de autos en ese momento, se divorció con una serie de arrestos criminales menores desde los 16 años, el último en 2009. Si bien fuentes policiales especularon que el uso de una droga callejera como las "sales de baño" podría haber sido un factor, los expertos expresaron dudas, ya que los informes toxicológicos solo pudieron identificar la marihuana en el sistema de Eugene, dejando la causa última de su comportamiento desconocida. Poppo, de 65 años, graduado de la Escuela Secundaria Stuyvesantde Manhattan, no tenía hogar y durante mucho tiempo había sido dado por muerto por su familia separada.

## Ataque
En la mañana del 26 de mayo de 2012, Rudy Eugene, de 31 años, condujo a Miami Beach, Florida, a Urban Beach Week. Su Chevrolet Caprice púrpura cubierto con bandera haitiana quedó averiado en el camino. Después de pasar de 30 a 40 minutos en el sitio, como se filmó en un video de seguridad dentro y alrededor del automóvil, lo abandonó alrededor del mediodía y comenzó a cruzar el tramo de 3 millas de largo (4.8 km) de la Calzada MacArthur, despojándose de su ropa y deshaciéndose de su licencia de conducir mientras avanzaba hacia el oeste, según testigos presenciales. Su vehículo fue finalmente descubierto y remolcado por la policía de Miami Beach. Dentro del automóvil, la policía descubrió una Biblia y cinco botellas de agua vacías, que creían que habían sido consumidas recientemente. 
Eugene, quien finalmente se desnudó por completo, descartando incluso sus zapatos y su Biblia en la escena del crimen, se encontró con Ronald Poppo, de 65 años, aproximadamente a la 1:55 p. m.. Poppo había estado acostado debajo del viaducto elevado de Metromover cuando Eugene comenzó a golpearlo, despojarlo de sus pantalones y morderle la cara. El ataque se desarrolló en el extremo oeste de macArthur Causeway, cerca de la sede de The Miami Herald en el barrio Arts & Entertainment District del centro de Miami. Al principio se creyó que ni Eugene ni Poppo conocían al otro antes de su encuentro, hasta que una publicación de julio de 2012 reveló que Eugene había conocido a Poppo mientras trabajaba para la comunidad sin hogar de Miami. Un ciclista que pasaba, Larry Vega, llegó a la escena y alertó a las autoridades a través del 911. Unos minutos más tarde, el oficial del Departamento de Policía de Miami, José Ramírez llegó y, después de hacer una doble toma en el espectáculo, advirtió a Eugene que dejase de atacar a Poppo. Eugene ignoró las advertencias del oficial y, en cambio, según los informes, le gruñó, luego volvió a morder a su víctima. El ataque terminó a las 2:13 p. m. con el oficial Ramírez disparando a Eugene una vez al principio, lo que resultó ineficaz, y luego otras cuatro veces. La terrible experiencia fue capturada por una cámara de seguridad en el edificio de The Miami Herald. El video de vigilancia muestra que el ataque continuó durante 18 minutos antes de que llegara la ayuda.

### Después del ataque
Poppo fue admitido en el Hospital Memorial Jackson en estado crítico, con el 75-80% de su cara por encima de la barba desaparecida y su ojo izquierdo arrancado. Se sometió a cirugías de reconstrucción facial que tardaron meses en completarse, pero permaneció permanentemente desfigurado y ciego. Para ayudar con los costos, se creó un fondo que ha recaudado $ 100,700 desde el 17 de julio de 2012. Poppo habló con la policía, a quien agradeció por salvarle la vida, el 19 de julio, explicando que Eugene, a quien apenas conocía, se acercó a él de manera amistosa, pero luego, quejándose de que no podía "anotar" en la playa y "sopado en algo", comenzó a hablar sobre cómo iban a morir, acusó a Poppo de robar su Biblia, y, de repente y sin provocación, lo atacó y estranguló con golpes de lucha libre, y luego le "arrancó" ambos ojos. 
Poppo perdió sus cejas, su nariz, partes de su frente y mejilla, y su ojo izquierdo, y quedó totalmente ciego debido al daño a su ojo derecho restante. Se sometió a numerosas cirugías para reparar el daño en su cara. Después de la rehabilitación, subió 50 libras y volvió a aprender a vestirse, alimentarse, ducharse y afeitarse. Se le concedió permiso para permanecer en el centro médico indefinidamente.

### Investigación toxicológica no concluyente
Aunque la autopsia no reveló carne humana en el estómago de Eugene, se descubrieron varias píldoras no digeridas que no han sido identificadas. Aunque fuentes policiales habían especulado que la droga callejera " sales de baño " podría haber estado involucrada, los informes toxicológicos preliminares fueron positivos solo para la presencia de cannabis. Las autoridades no consideraron necesariamente concluyentes los resultados negativos; Sheriff del Condado de Broward Al Lamberti expresó la creencia de que algún nuevo medicamento aún no probado desempeñaba un papel; El toxicólogo Barry Logan dijo que el comportamiento de Eugene era consistente con las "sales de baño" y que los toxicólogos "no están probando todo lo que puede haber por ahí"; y el director de toxicología de la Universidad de Florida, el Dr. Bruce Goldberger, dijo: "No somos incompetentes... Tenemos las herramientas, tenemos la sofisticación y el know-how. Pero el campo está evolucionando tan rápidamente que es difícil para nosotros hacer un seguimiento. Es casi como si fuera una carrera que nunca podremos ganar".

## Perpetrador
Rudy Eugene (4 de febrero de 1981 – 26 de mayo de 2012) nació en el Hospital Memorial Jackson en Miami, Florida. Era hijo de inmigrantes haitianos, que se divorciaron meses después de su nacimiento. Eugene nunca hizo contacto con su padre, que murió cuando él tenía seis años. De niño asistió en familia a la Iglesia Evangélica Bautista Bethel la mayoría de los domingos. Eugene asistió a North Miami Beach High School en los grados 10 y 11, y jugó en su equipo de fútbol americano a fines de la década de 1990. A la edad de 17 años, se transfirió a North Miami High School. Después de graduarse, Eugene adquirió dinero de fuentes tales como la venta de CD y trabajos en McDonald's y en telemarketing. Su último empleo conocido fue lavar autos en un concesionario de automóviles local. Eugene había expresado interés en establecer su propio negocio móvil de lavado de autos. 
El matrimonio de Eugene, de 2005 a 2008, terminó en divorcio, y su esposa informó que había habido sufrido violencia doméstica. El divorcio fue concedido el 8 de enero de 2008, y no hubo hijos de su unión. Eugene estuvo distanciado de su exesposa hasta su muerte.

### Antecedentes
Eugene había sido arrestado ocho veces desde que tenía 16 años, y el primer arresto fue por un asalto en 1997. El 25 de febrero de 2004, Eugene rompió una mesa, rompió artículos alrededor de la casa y empujó a su madre fuera de la cocina. Después, su madre le dijo a los oficiales que él había dicho: "Te pondré un arma en la cabeza y te mataré". Este incidente lo llevó a cumplir la libertad condicional por resistirse a un oficial sin violencia. Los cargos restantes estaban relacionados principalmente con el consumo y trapicheo de marihuana, que había expresado su deseo de dejar. Su arresto final fue en septiembre de 2009.

## Víctima
Ronald Edward Poppo (17 de mayo de 1947) nació y creció en Brooklyn, Nueva York. Asistió a la prestigiosa Stuyvesant High Schoolde Manhattan, donde fue miembro del Club Latino y trabajó en la oficina de orientación. Un excompañero de clase informó que, después de la escuela secundaria, Poppo se matriculó en el cercano City College, pero lo abandonó a fines de 1966. Poppo se quedaría sin hogar a principios de 1976. El 24 de mayo de 2012, dos días antes del ataque, los trabajadores del Programa de Asistencia para Personas sin Hogar de Miami lo descubrieron y le ofrecieron los servicios del Fideicomiso para Personas sin Hogar del Condado de Miami-Dade. Sin embargo, Poppo declinó la asistencia. 
En el momento del ataque, la familia de Poppo, incluida su hija, no había tenido noticias de él en más de 30 años. Durante ese tiempo, asumieron que Poppo estaba muerto y sospecharon que se había suicidado. Se sorprendieron al saber que todavía estaba vivo en el momento del incidente. Desde entonces, Poppo ha completado el tratamiento y residió por última vez en un centro de Medicaid. Recibió terapia nutricional y ocupacional y tomó la guitarra.